# Ieng Thirith
Ieng Thirith, kamboška komunistična političarka in vplivna intektualka, * 10. marec 1932 Battambang, Kambodža, Francoska Indokina † 22. avgust 2015 Pailin, Kambodža.
Bila je vplivna političarka v Demokratični Kampučiji, čeprav sama ni bila ne članica Stalnega komiteja Rdečih Kmerov in ne Centralnega komiteja. Thirith je bila žena Ienga Sarryja, ki je bil minister za zunanje zadeve režima Rdečih Kmerov v Demokratični Kampučiji. Od leta 1975 do padca režima leta 1979 je bila ministrica za socialne zadeve. 
Izredni senat sodišč v Kambodži je novembra 2007 aretiral Thirith in njenega moža Sarryja, ter ju pripeljal pred sodišče zaradi obtožb o genocidu, vojnih zločinih in zločinih proti človeštvu. Thirith je umrla med sojenjem leta 2015 zaradi zapletov demence, dve leti po smrti njenega moža. 
Thirith je bila sestra Khieu Ponnary, žene kamboškega predsednika Pol Pota.